# Félix Fernández de Córdoba y Cardona
Félix Fernández de Córdoba y Cardona (Cabra, 11 de enero de 1654 - Madrid, 3 de julio de 1709), noble, militar y funcionario español.

## Matrimonio y descendencia
Era hijo de Francisco María Fernández de Córdoba y de Isabel Luisa Fernández de Córdoba Figueroa. Contrajo primer matrimonio el 15 de agosto de 1678 con Francisca Fernández de Córdoba Portocarrero y Manrique, marquesa de Guadalcázar, y en segundas nupcias el 4 de marzo de 1685 con Margarita María Teresa de Aragón y Benavides, su prima y dama de la reina María Luisa.
Del primer matrimonio nació:
- Francisca María Manuela, IV condesa de Casapalma y las Posadas.

Y del segundo:
- Francisco Javier Fernández de Córdoba y Aragón, su sucesor.
- María Francisca de Borja, casada con el marqués de la Jamaica.
- Buenaventura Manuel, abad de Rute.
- Isabel, religiosa en el Real Monasterio de la Encarnación de Madrid.

## Carrera política
En octubre de 1684 Félix entró como caballero de la Orden de Santiago y a la muerte de su padre Francisco, en 1688, pasó a ser IX duque de Sessa.
En 1697 fue designado gentilhombre de cámara con ejercicio de Carlos II. Tras la muerte de este monarca y el problema sucesorio, tomó partido por Felipe V. Según el historiador inglés Guillermo de Coxe fue él quien informó al embajador francés, Blecourt, del contenido del testamento de Carlos II. Y es probable que fuera por esta postura afín al bando felipista que, en octubre de 1702, el duque fuese nombrado presidente del Consejo de Indias.
En 1703 fue llamado a ocupar el cargo de capitán de la Guardia de Corps, compañía recién creada. No obstante, en agosto de 1705 fue destituido por apoyar las pretensiones de los grandes de España en el marco del denominado «asunto del banquillo», cuando los mismos se negaron que el capitán de servicio de la Guardia, el príncipe de Tserclaes Tilly, tomara el asiento inmediato al rey durante la misa en la capilla real. Retornó al favor real dos años más tarde, cuando fue elegido por Felipe V como uno de los quince gentilhombres de cámara inmediatos a su real persona. 
Murió en Madrid el 3 de julio de 1709.